# Uee
Kim Yoo-jin (hangul: 김유진; rr: Gim Yu-jin; MR: Kim Yu-chin; Incheon, 9 de abril de 1988), mais frequentemente creditada por seu nome artístico Uee (hangul: 유이), é uma atriz e cantora sul-coreana. Realizou sua estreia no cenário musical em abril de 2009 como membro do grupo feminino After School, deixando o mesmo em maio de 2017. Iniciou sua carreira de atriz através de uma participação na série de televisão Queen Seondeok. Desde então, participou de outras séries, incluindo Ojakgyo Family (2011), Jeon Woo-chi (2012), Golden Rainbow (2013), High Society (2015) e Marriage Contract (2016).

## Biografia
Uee nasceu em 9 de abril de 1988 em Daegu, Coreia do Sul. Seu pai, Kim Sung-kap, é um treinador de beisebol profissional para a equipe sul-coreana, Nexen Heroes. Ela tem uma irmã mais velha, Kim Yuna. Uee frequentou a Physical Education High School. Enquanto estava no ensino médio, ela era uma nadadora e competiu no Korean National Sports Festival.

## Carreira
Originalmente, Uee desejava ser atriz e realizou diversos testes para papéis em vários dramas. Em 2007, Uee fez parte do grupo Five
Girls (em coreano:  오소녀) sob a Good Entertainment, juntamente com Yubin, Hyosung, Jiwon e G.NA. O grupo estrelou um reality show na MTV chamado Diary of Five Girls, mas se separou antes de sua estréia programada devido aos problemas financeiros da Good Entertainment.
Em abril de 2009, Uee se juntou ao grupo feminino After School com o lançamento do single Diva. Em julho, ela fez sua estréia no drama histórico da MBC, Queen Seondeok, que foi bem recebida e ganhou vários prêmios. Posteriormente, foi lançada no drama musical You're Beautiful da SBS, que começou a ser transmitido em outubro. Mais tarde nesse mês, ela se juntou ao grupo do projeto, 4Tomorrow, que consiste Seungyeon, Hyuna e Gain, e lançou o single Dugeundugeun Tomorrow, em 6 de outubro de 2009. No mesmo ano, ela se juntou ao reality show da MBC, We Got Married, tendo Park Jaejung como seu couple. Uee ocupou o oitavo lugar na lista de ídolos mais trabalhadores da Forbes, na Coreia, em 2009 e 2010.
Uee teve papéis principais em dois dramas de televisão em 2011. Em Birdie Buddy, ela interpretou uma garota do país que se esforça para se tornar um golfista profissional.  O diretor do drama, Yun Sang-ho, elogiou a "atuação impecável" de Uee, dizendo: Acredito que atores de grupos ídolos como Uee e Luna melhoram mais rapidamente porque têm tanto talento e paixão. Em Ojakgyo Family, Uee interpretou uma estudante universitário com uma história familiar difícil. Ela ganhou elogios por sua atuação natural e recebeu os prêmios de Melhor Atriz no Paeksang Arts Awards e KBS Drama Awards. Uee lançou seu primeiro single solo, Sok Sok Sok, em 21 de junho de 2011. Ela também co-organizou o show de variedades Night After Night.
Em janeiro de 2012, Uee tornou-se MC no programa de música Music Bank, juntamente com Lee Jang-woo. Ela continuou apresentando o show até abril de 2013. De novembro de 2012 a fevereiro de 2013, estrelou como princesa Hong Mu-yeon em Jeon Woo-chi, um drama histórico ambientado durante a Dinastia Joseon. Quando ela foi escolhida para o papel, Uee expressou seu desejo de ser visto como uma atriz séria, dizendo: Eu quero acabar com o cantor ídolo-transformado-ator nesta peça e realmente aumentar meu desempenho. Durante a exibição do drama, ela foi elogiada por sua capacidade de mergulhar no personagem e dar uma atuação detalhada.
Uee foi um membro do elenco do programa de sobrevivência da SBS Barefooted Friends em 2013. Durante o show, ela cantou a música "Hero" em um show especial. A música foi produzida por Duble Sidekick e co-escrita por Uee, e posteriormente lançada no álbum da trilha sonora My Story, My Song em 19 de agosto. Ela teve um papel principal no drama Golden Rainbow, e recebeu um prêmio de excelência no 2013 MBC Drama Awards pelo papel.
Em meados de 2014, Uee foi um membro do programa de variedades de sobrevivência Law of the Jungle aparecendo nos episódios do Indian Ocean. Em abril daquele ano, ela disse a Ilgan Sports que perdeu uma parte de sua paixão por cantar e dançar, e planeja promover sua carreira de atriz uma vez que ela se formou na After School.
No início de 2015, Uee estrelou a comédia romântica de tvN Hogu's Love, interpretando uma campeã nacional de natação. Ela foi então lançada no drama High Society, interpretando uma rica herdeira que esconde sua identidade para encontrar o amor verdadeiro. Em uma entrevista, Uee reconheceu que alguns espectadores ficaram desapontados com o desempenho dela, e ela nunca foi mais criticada pela má atuação. Em outubro de 2015, Uee se juntou ao show de variedades, Fists of Shaolin Temple, onde os membros do elenco receberam treinamento em artes marciais.
O próximo drama de Uee, Marriage Contract, começou a ser transmitido em 5 de março de 2016. Ela interpreta uma mãe solteira com uma doença terminal que entra em um casamento por contrato. Em novembro, Uee estrelou o drama Night Light onde ela interpreta uma mulher pobre que gira a vida com uma oportunidade.
O contrato da Uee com a Pledis Entertainment terminou em 31 de maio de 2017, portanto, ela se graduou do After School. Em junho de 2017, ela assinou com a nova agência de gestão Yuleum Entertainment. Ela então estrelou ao lado de Kim Jae-joong na comédia de fantasia da KBS, Manhole.

## Vida pessoal
Em 2 de maio de 2016, a agência de Uee confirmou que ela e o ator Lee Sang-yoon estão em um relacionamento. Em janeiro de 2017, foi confirmado que o casal havia se separado devido a horários ocupados.
Em 14 de julho de 2017, a agência da Uee confirmou que ela e o cantor coreano-japonês Kangnam estão em um relacionamento. Eles apareceram juntos em um reality show sul-coreano baseado na realidade Law of the Jungle. Em 1 de agosto de 2017, o casal confirmou o término do relacionamento após três meses.

## Discografia

### Singles
| 2011                                                                                    | "Sok Sok Sok" (com JR do NU'EST)    | 64 | —                                       |
| 2013                                                                                    | "Hero" (com Jungah do After School) | —  | Barefoot Friends; My Story, My Song OST |
| "—" denota lançamentos que não entraram nas paradas ou não foram lançados nessa região. |                                     |    |                                         |

### Colaborações
| 2009                                                                                    | "Tomorrow" (como parte do 4Tomorrow) | — | — |
| "—" denota lançamentos que não entraram nas paradas ou não foram lançados nessa região. |                                      |   |   |

## Filmografia

### Séries de televisão
| Ano  | Título                             | Emissora | Papel                                 | Notas                                       |
| ---- | ---------------------------------- | -------- | ------------------------------------- | ------------------------------------------- |
| 2009 | Queen Seondeok                     | MBC      | Mishil                                |                                             |
| 2009 | You're Beautiful                   | SBS      | Yoo He-yi                             |                                             |
| 2010 | My Girlfriend Is a Nine Tailed Foz | SBS      | Estudante do colégio                  | Participação especial (episódio 5)          |
| 2011 | All My Love For You                | MBC      | Kim Yu-jin                            | Participação especial (episódios 182 e 210) |
| 2011 | Birdie Buddy                       | tvN      | Sung Mi-soo                           |                                             |
| 2011 | Ojakgyo Family                     | KBS2     | Baek Ja-eun                           |                                             |
| 2012 | Jeon Woo-chi                       | KBS2     | Princessa Hong Mu-yeon                |                                             |
| 2013 | Golden Rainbow                     | MBC      | Kim Baek-won                          |                                             |
| 2015 | Hogu's Love                        | tvN      | Do Do-hee                             |                                             |
| 2015 | High Society                       | SBS      | Jang Yoon-ha                          |                                             |
| 2015 | She Was Pretty                     | MBC      | Convidada para o vigésimo aniversário | Participação especial (episódio 9)          |
| 2016 | Marriage Contract                  | MBC      | Kang Hye-soo                          |                                             |
| 2016 | Night Light                        | MBC      | Lee Se-jin                            |                                             |
| 2017 | Manhole                            | KBS2     | Kang Soo-jin                          |                                             |
| 2018 | My Husband Oh Jak Doo              | MBC      | Han Seung-joo                         |                                             |
| 2018 | My Only One                        | KBS2     | Kim Do-ran                            |                                             |

### Programas de variedades
| Ano       | Título                            | Emissora | Função           | Notas               |
| --------- | --------------------------------- | -------- | ---------------- | ------------------- |
| 2009      | We Got Married Season 2           | MBC      | Membro do elenco |                     |
| 2010      | Night After Night                 | MBC      | Co-apresentadora |                     |
| 2011-2012 | Music Bank                        | KBS      | Co-apresentadora |                     |
| 2013      | Barefooted Friends                | SBS      | Membro do elenco |                     |
| 2014      | Law Of The Jungle In Indian Ocean | SBS      | Membro do elenco | Episódios 117 – 125 |
| 2015      | Fists of Shaolin Temple           | SBS      | Membro do elenco |                     |
| 2017      | Law Of The Jungle In New Zealand  | SBS      | Membro do elenco | Episódiis 265 – 270 |

## Prêmios e indicações
| Ano  | Prêmio                       | Categoria                                                | Trabalho indicado       | Resultado | Referência |
| ---- | ---------------------------- | -------------------------------------------------------- | ----------------------- | --------- | ---------- |
| 2009 | 9th MBC Entertainment Awards | Best Newcomer – Female (Variety Show)                    | We Got Married          | Venceu    | [ 53 ]     |
| 2011 | 2nd Barbie & Ken Awards      | Barbie of the Year                                       | —                       | Venceu    |            |
| 2011 | 25th KBS Drama Awards        | Best New Actress                                         | Ojakgyo Family          | Venceu    | [ 54 ]     |
| 2012 | 48th Baeksang Arts Awards    | Best New Actress (TV)                                    | Ojakgyo Family          | Venceu    | [ 55 ]     |
| 2012 | 26th KBS Drama Awards        | Excellence Award, Actress in a Mid-length Drama          | Jeon Woo-chi            | Indicado  |            |
| 2013 | 32nd MBC Drama Awards        | Excellence Award, Actress in a Special Project Drama     | Golden Rainbow          | Venceu    | [ 56 ]     |
| 2015 | 8th Korea Drama Awards       | Excellence Award, Actress                                | High Society            | Indicado  |            |
| 2015 | 23rd SBS Drama Awards        | Excellence Award, Actress in a Miniseries                | High Society            | Indicado  |            |
| 2015 | 9th SBS Entertainment Awards | Best Teamwork Award                                      | Fists of Shaolin Temple | Venceu    |            |
| 2016 | 5th APAN Star Awards         | Excellence Award, Actress in a Miniseries                | Marriage Contract       | Indicado  |            |
| 2016 | 1st Asia Artist Awards       | Best Celebrity Award, Actress                            | Marriage Contract       | Indicado  |            |
| 2016 | 29th Grimae Awards           | Best Actress                                             | Marriage Contract       | Venceu    | [ 57 ]     |
| 2016 | 35th MBC Drama Awards        | Grand Prize (Daesang)                                    | Marriage Contract       | Indicado  |            |
| 2016 | 35th MBC Drama Awards        | Top Excellence Award, Actress in a Special Project Drama | Marriage Contract       | Venceu    |            |